# Iglesia de Nuestra Señora de la Asunción (Sacedón)
La iglesia de Nuestra Señora de la Asunción es un templo católico del municipio español de Sacedón, en la provincia de Guadalajara.

## Descripción
El templo, cuya construcción se remontaría al siglo XVI, se encuentra bajo la advocación de la Asunción de Nuestra Señora. Al parecer habría sido incendiada por los carlistas durante la primera guerra carlista, lo que provocó que se trasladara la parroquialidad a la ermita de la Cara de Dios. La iglesia aparece mencionada en el decimotercer volumen del Diccionario geográfico-estadístico-histórico de España y sus posesiones de Ultramar de Pascual Madoz, en la entrada correspondiente a Sacedón, de la siguiente manera:

una igl. parr. de primer ascenso (la Asuncion de Ntra. Sra.) servida por un cura, cuya plaza es de provision real ú ordinaria, un beneficiado, y un teniente para la igl. de Corcoles, su aneja; el templo de la matriz fue incendiado en la última guerra civil por los partidarios de D. Carlos, y en consecuencia se trasladó la parroquialidad á la bonita y espaciosa ermita en la que se venera la cara de Dios, la cual se halla dentro de la v. en su parte mas alta.
(Madoz, 1849, p. 610)